# Tursiops australis
El delfín burrunan (Tursiops australis) es una especie de delfín nariz de botella recientemente descrita existente en algunas partes del estado de  Victoria, Australia.
El delfín burrunan se creyó pertenecía a una de las dos especies de delfín nariz de botella existentes, pero el examen de los cráneos, las características externas y el análisis del ADN en muestras antiguas y nuevas recogidas revelan que se trata de una especie diferente. Es la tercera especie de delfín en ser descubierta y descrita en los últimos 100 años.
La especie fue nombrada inicialmente como Tursiops australis por la investigadora autora del descubrimiento, Kate Charlton-Robb, de la Monash University. El apelativo burrunan tiene su origen en las lenguas aborígenes de la zona, y significa pescado grande del mar de tipo marsopa.
Sólo han sido identificadas dos poblaciones hasta el momento, una en Port Phllip y la otra en los lagos de Gippsland con una estimación de 100 y 50 ejemplares respectivamente.

## Descripción
El delfín burrunan es de color gris-azuloso en el dorso, cerca a la aleta dorsal, característica que se extiende sobre la cabeza y la parte lateral del cuerpo. A lo largo de la línea media el color es gris claro y se extiende hacia los lados en enmediaciones de la aleta dorsal. El vientre es de color crema, llegando en ocasiones por encima del ojo y las aletas pectorales. Es más pequeño que el delfín mular, pero más grande que el delfín Indo-Pacífico y tiene una longitud de 2,27 m.